# Liste des plus gros succès du box-office aux Pays-Bas
Cet article présente les films néerlandais ayant fait le plus grand nombre d’entrées au box-office des Pays-Bas.
| Rang | Année | Titre français                               | Titre original               | Réalisateur                       | Nombre d'entrées | Langue(s)                    | Ref.  |
| ---- | ----- | -------------------------------------------- | ---------------------------- | --------------------------------- | ---------------- | ---------------------------- | ----- |
| 1    | 1973  | Turkish Délices                              | Turks fruit                  | Paul Verhoeven                    | 3.338.000        | néerlandais                  | [ 1 ] |
| 2    | 1958  | Fanfare                                      | Fanfare                      | Bert Haanstra                     | 2.636.000        | néerlandais                  |       |
| 3    | 1955  | François le Rat (nl)                         | Ciske de Rat                 | Wolfgang Staudte                  | 2.433.000        | néerlandais                  |       |
| 4    | 1971  | Qu'est-ce que je vois ?                      | Wat zien ik!?                | Paul Verhoeven                    | 2.359.000        | néerlandais                  |       |
| 5    | 1971  | Blue Movie (nl)                              | Blue Movie                   | Wim Verstappen                    | 2.335.000        | néerlandais                  |       |
| 6    | 1986  | Les Gravos                                   | Flodder                      | Dick Maas                         | 2.314.000        | néerlandais                  |       |
| 7    | 2014  | Jardins secrets 2 (nl)                       | Gooische Vrouwen 2           | Will Koopman                      | 2.000.448        | néerlandais                  | [ 2 ] |
| 8    | 2011  | Jardins secrets (nl)                         | Gooische Vrouwen             | Will Koopman                      | 1.919.982        | néerlandais                  |       |
| 9    | 1975  | Katie Tippel                                 | Keetje Tippel                | Paul Verhoeven                    | 1.829.000        | néerlandais                  |       |
| 10   | 1963  | Les Douze Millions (nl)                      | Alleman                      | Bert Haanstra                     | 1.665.000        | néerlandais                  |       |
| 11   | 1984  | Ciske le Filou                               | Ciske de Rat                 | Guido Pieters                     | 1.593.000        | néerlandais                  |       |
| 12   | 1977  | Le Choix du destin                           | Soldaat van Oranje           | Paul Verhoeven                    | 1.547.000        | néerlandais/anglais/allemand | [ 3 ] |
| 13   | 1992  | Flodder in Amerika! (nl)                     |                              | Dick Maas                         | 1.494.000        | néerlandais/anglais/russe    | [ 4 ] |
| 14   | 1962  | A six heures quarante-cinq... l'attaque (nl) | De overval                   | Paul Rotha                        | 1.474.000        | néerlandais                  |       |
| 15   | 2007  | Alles is Liefde                              |                              | Joram Lürsen                      | 1.300.000        | néerlandais                  |       |
| 16   | 1949  | Un royaume pour une maison (nl)              | Een koninkrijk voor een huis | Jaap Speyer                       | 1.292.000        | néerlandais                  |       |
| 17   | 1999  | Un gamin                                     | Kruimeltje                   | Maria Peters                      | 1.136.000        | néerlandais                  |       |
| 18   | 1953  | Sterren stralen overal (nl)                  |                              | Gerard Rutten                     | 1.130.000        | néerlandais                  |       |
| 19   | 1980  | Spetters                                     |                              | Paul Verhoeven                    | 1.124.000        | néerlandais                  |       |
| 20   | 2009  | Komt een vrouw bij de dokter (nl)            |                              | Reinout Oerlemans                 | 1.100.000        | néerlandais                  |       |
| 21   | 1974  | Help, de dokter verzuipt! (nl)               |                              | Nikolai van der Heyde             | 1.088.000        | néerlandais                  |       |
| 22   | 2006  | Black Book                                   | Zwartboek                    | Paul Verhoeven                    | 1.068.000        | néerlandais/anglais/allemand |       |
| 23   | 2010  | New Kids Turbo                               |                              | Steffen Haars & Flip van der Kuil | 1.058.749        | néerlandais                  |       |
| 24   | 1984  | Schatjes! (nl)                               |                              | Ruud van Hemert                   | 1.048.000        | néerlandais                  |       |
| 25   | 1981  | Ik ben Joep Meloen (nl)                      |                              | Guus Verstraete jr.               | 1.043.279        | néerlandais                  |       |
| 26   | 1988  | Amsterdamned                                 |                              | Dick Maas                         | 971.027          | néerlandais                  |       |